# John Mair
Pour les articles homonymes, voir John Mair (athlétisme).
John Mair ou Major, également appelé en latin Joannes Majoris et Haddingtonus Scotus (1467 – 1550), est un philosophe, théologien et historien écossais très admiré à son époque et très influent sur ses pairs. C'était un professeur reconnu dont les travaux ont été publiés un peu partout en Europe. Son conservatisme et son scepticisme, ainsi que son approche logique des textes comme Aristote ou la Bible, sont moins prisés à l'époque de l'humanisme. Son influence sur la logique (avec l'analyse de la théorie des suppositions), en science (avec l'infiniment petit), en politique (plaçant le peuple au-dessus du roi), en droit international (établissant les droits humains dont disposaient les sauvages conquis par les Espagnols) a perduré pendant des siècles. Il était très curieux et très observateur, et utilisait son vécu pour illustrer les parties les plus abstraites de ses écrits.